# Bankomatt
Bankomatt è un film del 1989 diretto da Villi Hermann presentato al Festival di Berlino nel 1989.

## Trama
Bruno è un ex funzionario di banca. Ex non per sua volontà. La sua dignità orgogliosamente svizzera è stata duramente e forse definitivamente intaccata. Bruno (Bruno Ganz) ha pagato e continua a pagare per la salvaguardia del buon nome dell’istituto presso cui lavorava. Ma una speculazione infruttuosa, un investimento sbagliato, sono colpe gravissime. Bruno è colpevole e sogna il riscatto, forse la vendetta. E aspetta l’occasione giusta. Occasione che ha un nome: Stefano. Stefano (Giovanni Guidelli) è un giovane nato in Svizzera da genitori italiani, ritornati in patria dopo un ventennio di lavoro. Stefano sente la mancanza di tante cose ma non di una “patria”. In quell’angolo di Svizzera ha i suoi amici e Maria (Francesca Neri). Forse un giorno Stefano se ne andrà con lei, la ragazza che ama: quando avrà abbastanza soldi per non dover tornare indietro. Ma all’improvviso Stefano si trova nella scomodissima situazione del ricercato per un reato assurdo e tragico al medesimo tempo. Lo salverà Bruno e si lascerà trascinare in un progetto che potrebbe risolvere la vita di entrambi o rovinarla definitivamente: introdursi in una villa e sequestrarne il proprietario (Omero Antonutti) per farsi condurre nel caveau di una banca...